# Vin de paille
 (novembre 2021).
Le vin de paille ou vin paillé est un vin liquoreux, riche en arôme, produit dans de nombreux vignobles du monde, à partir de la sélection des plus belles grappes des vendanges qui subissent le passerillage (les grappes de raisin sont séchées plusieurs mois pour se concentrer en sucre et en goût sur des claies en paille ou en bois avant d'être pressurées, puis vinifiées).

## Historique

### Vins antiques
Le vin de l'île de Thasos en Grèce, était un vin passerillé, ou vin sucré, considéré comme un vin de grand cru, qui faisait l'objet d'un commerce international durant l'Antiquité (du Ve siècle av. J.-C. jusqu'au milieu du IIIe siècle av. J.-C.). Le raisin était exposé au soleil afin d'augmenter sa concentration en sucre : on obtenait alors un vin liquoreux que l'on faisait soit vieillir, soit couper avec de l'eau, du miel ou de l'orge (Histoire de la vigne et du vin).

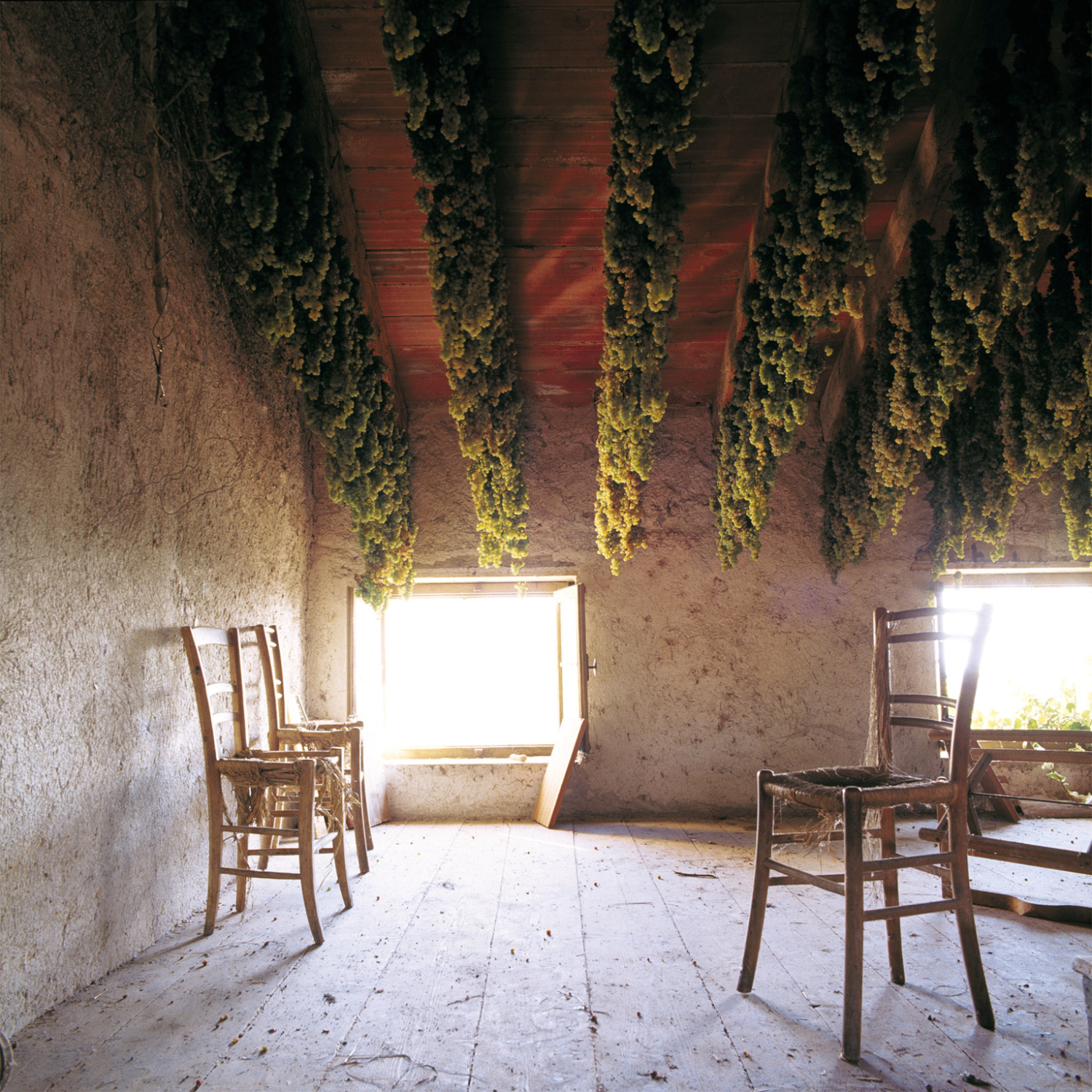
Passerillage, pendu à des fil de fer.

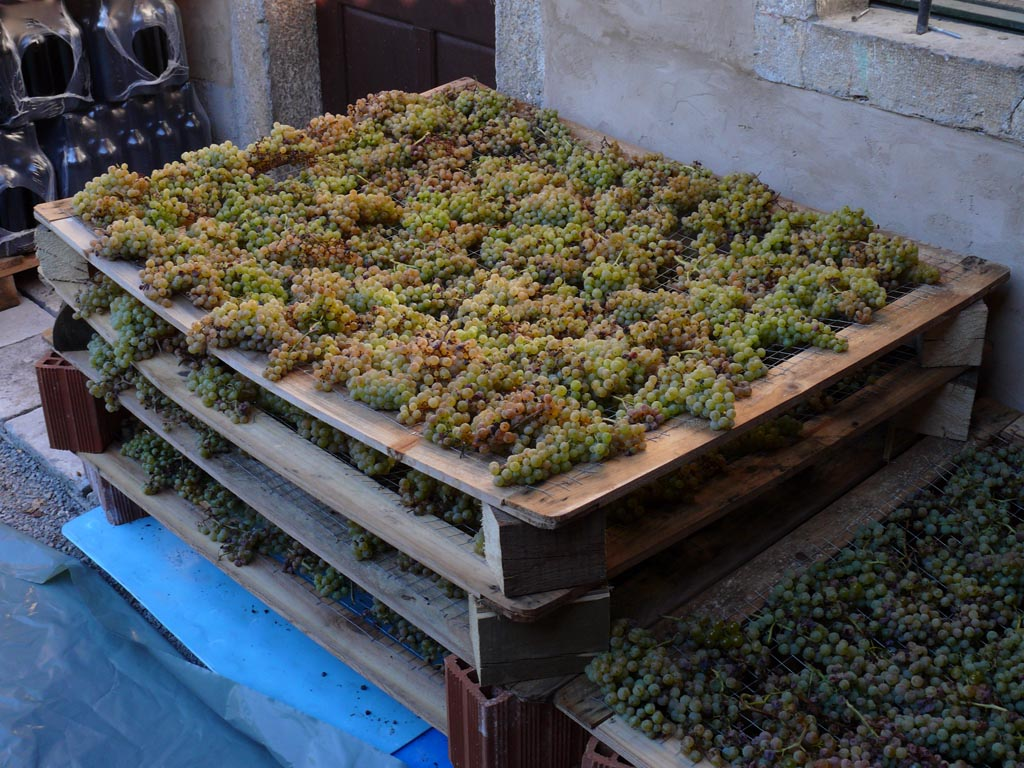
Passerillage du raisin sur claies.

## Caractéristiques des vins paillés et des vins de paille

### Vieillissement
Les vins de paille sont des vins passerillés de grande garde pouvant se conserver bien au-delà de dix années.

### Dégustation
Le vin de paille peut être servi très frais, entre 5 et 8 °C afin d'emplir longuement le palais ou légèrement frais, à l'apéritif, en entrée, en dessert ou en digestif…
- Œil : robe riche, limpide, intense qui peut aller de l'acajou, à l'ambre délicat, au jaune topaze ou jaune doré...
- Nez : parfums de fruit confit, de figue, de raisin, de fruit sec, arômes de coings, de fruits mûrs, de poires accompagnés de nuances moelleuses, de notes florales, de fleurs blanches, d'aubépine … Très puissant, flatteur …
- Bouche : arômes de fruits nuances de raisins confits, de pruneau et de pommes sèches, avec en plus un goût de grillé, torréfié en fonction de l'âge.
- Caractère : va du moelleux au doux voire au liquoreux. Très onctueux en bouche, gras, capiteux, léger et d'une grande finesse.

### Accords mets et vins
- Il se marie avec du foie gras, du fromage aux noix, une tarte aux abricots, aux noix ou encore aux amandes, des desserts au chocolat…

## Vin de paille du Jura
Au début des vendanges, les plus belles grappes sont choisies pour le vin de paille, avec trois des cépages du vignoble du Jura : savagnin, chardonnay ou poulsard. La sélection retenue fait alors l'objet de passerillage, c'est-à-dire que les grappes de raisin étaient traditionnellement séchées sur claies pour que les sucres s'y concentrent par déshydratation durant un minimum légal de six semaines, généralement entre trois et cinq mois sur des lits en paille (d'où son nom) ou sur le pied de vigne avant d'être pressées. De nos jours, les grappes sont généralement suspendues à des fils de fer ou déposées sur des petites caisses en bois ou en plastique perforées entreposées dans des locaux, granges ou greniers secs et aérés, non chauffés.

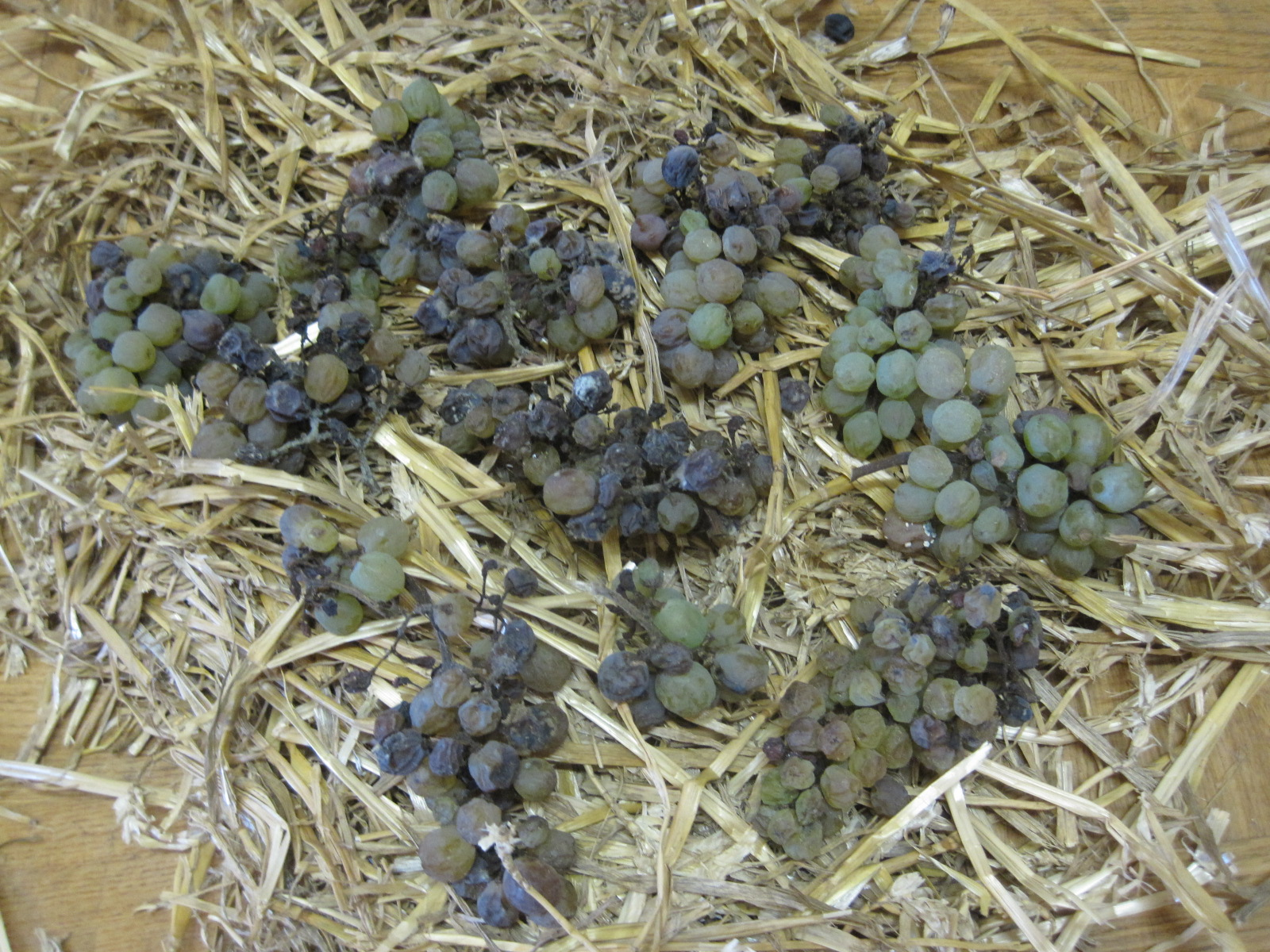
Raisins séchés traditionnellement sur un lit de paille durant une durée légale de six semaines.
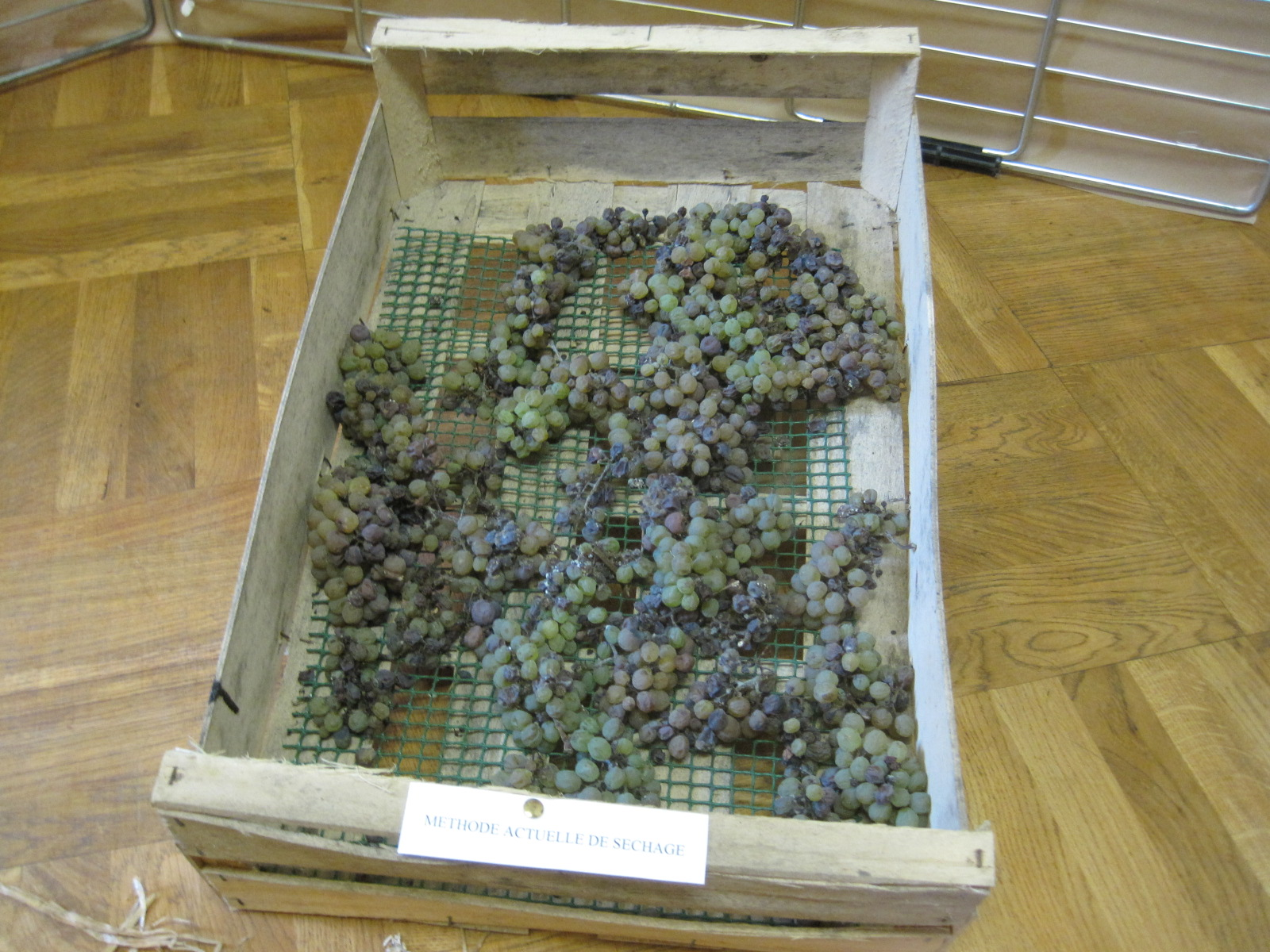
Passerillage du raisin sur caisse en bois.
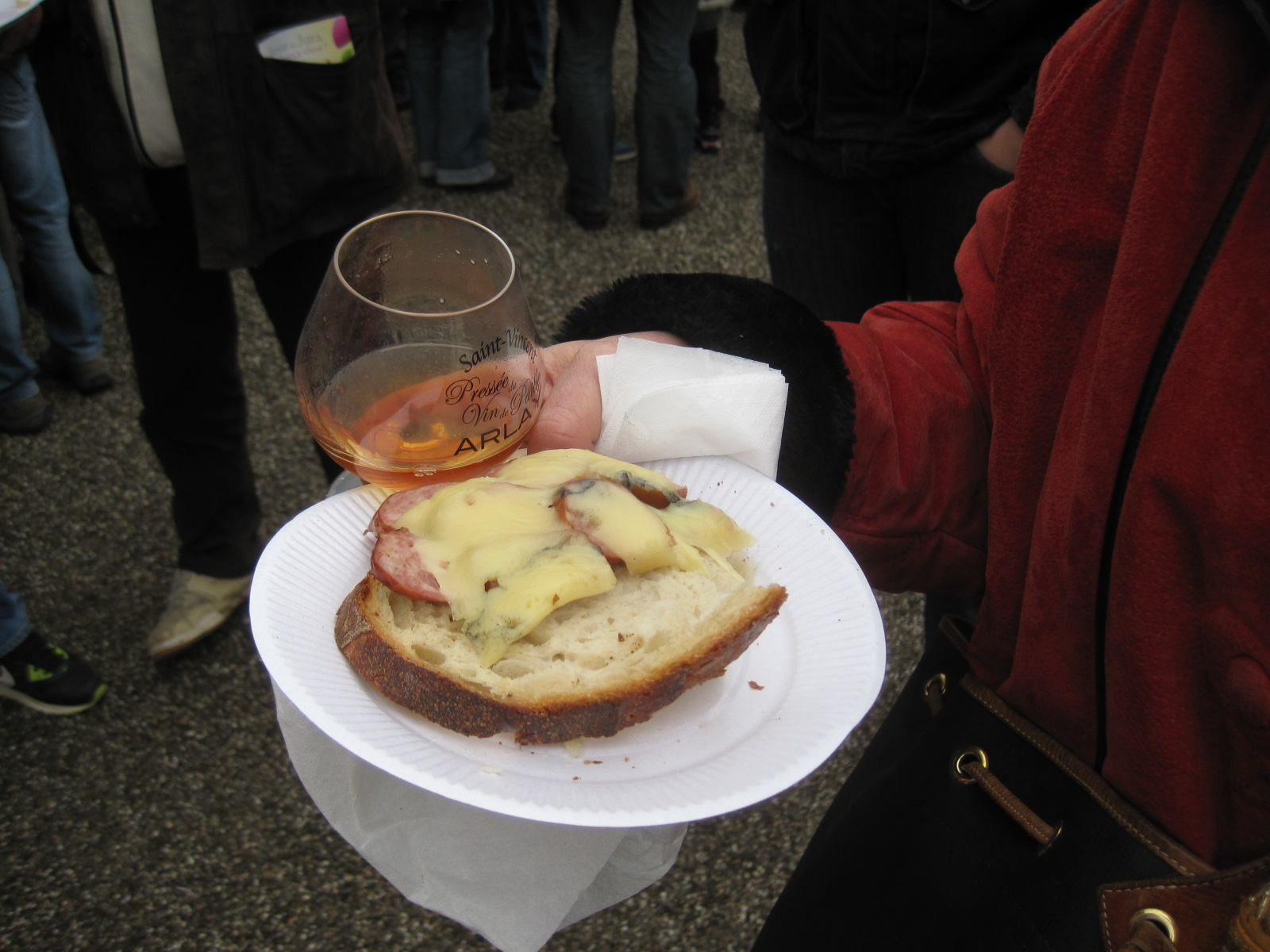
Dégustation de vin de paille du vignoble du Jura, avec tartine franc-comtoise.
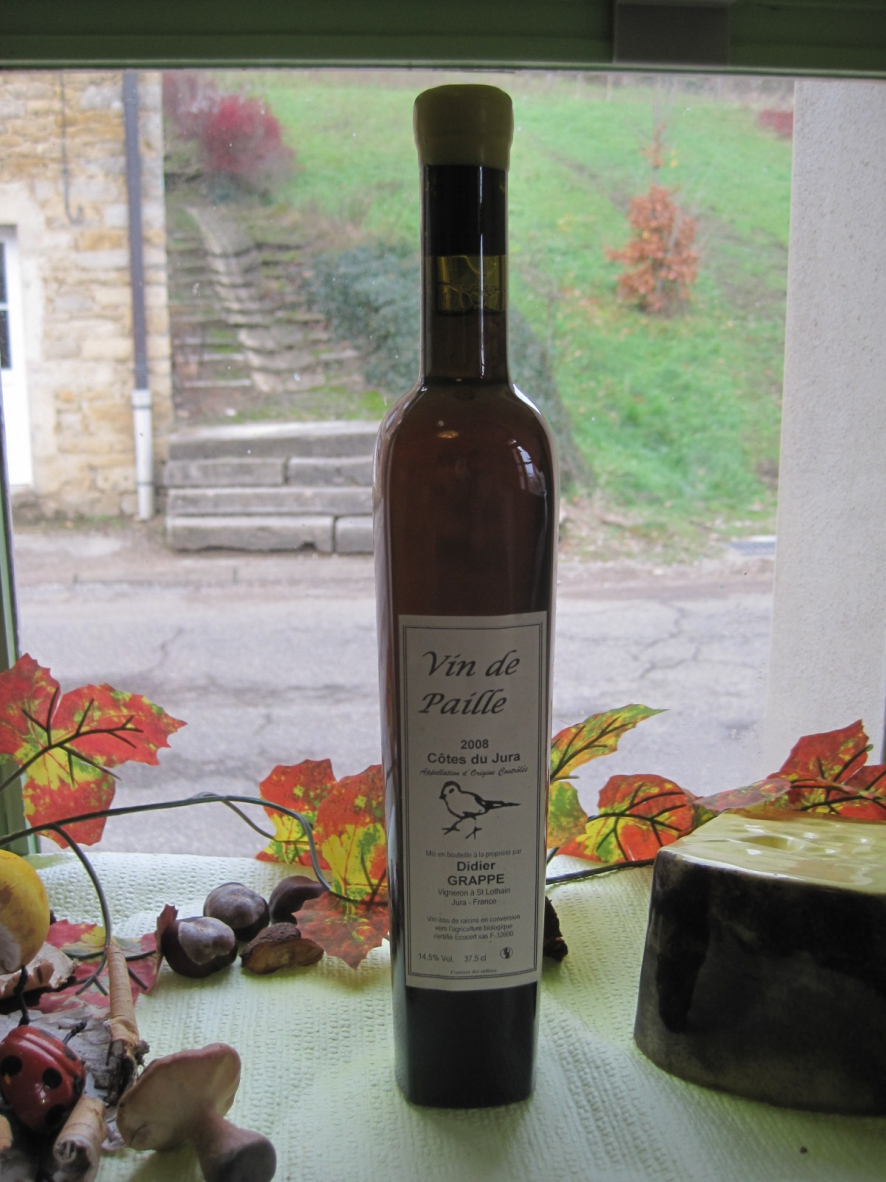
Vin de paille du vignoble du Jura.
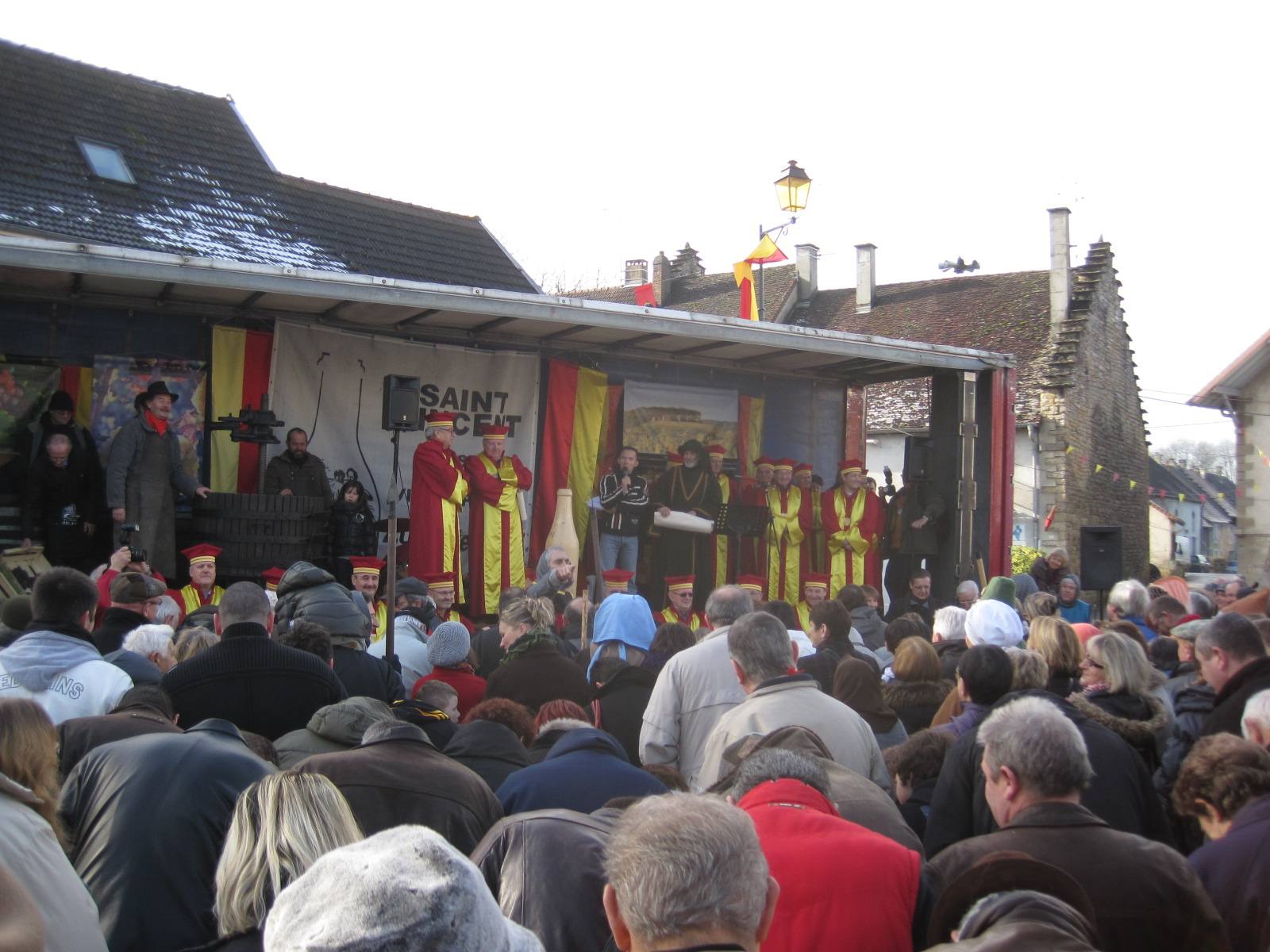
Pressée du vin de paille et commanderie des Nobles Vins du Jura et du Comté.

Les rares producteurs qui utilisent actuellement de la paille doivent rechercher de la paille biologique et à la fin de la période du séchage, séparer à la main chaque brin de paille des grappes : un travail de patience.

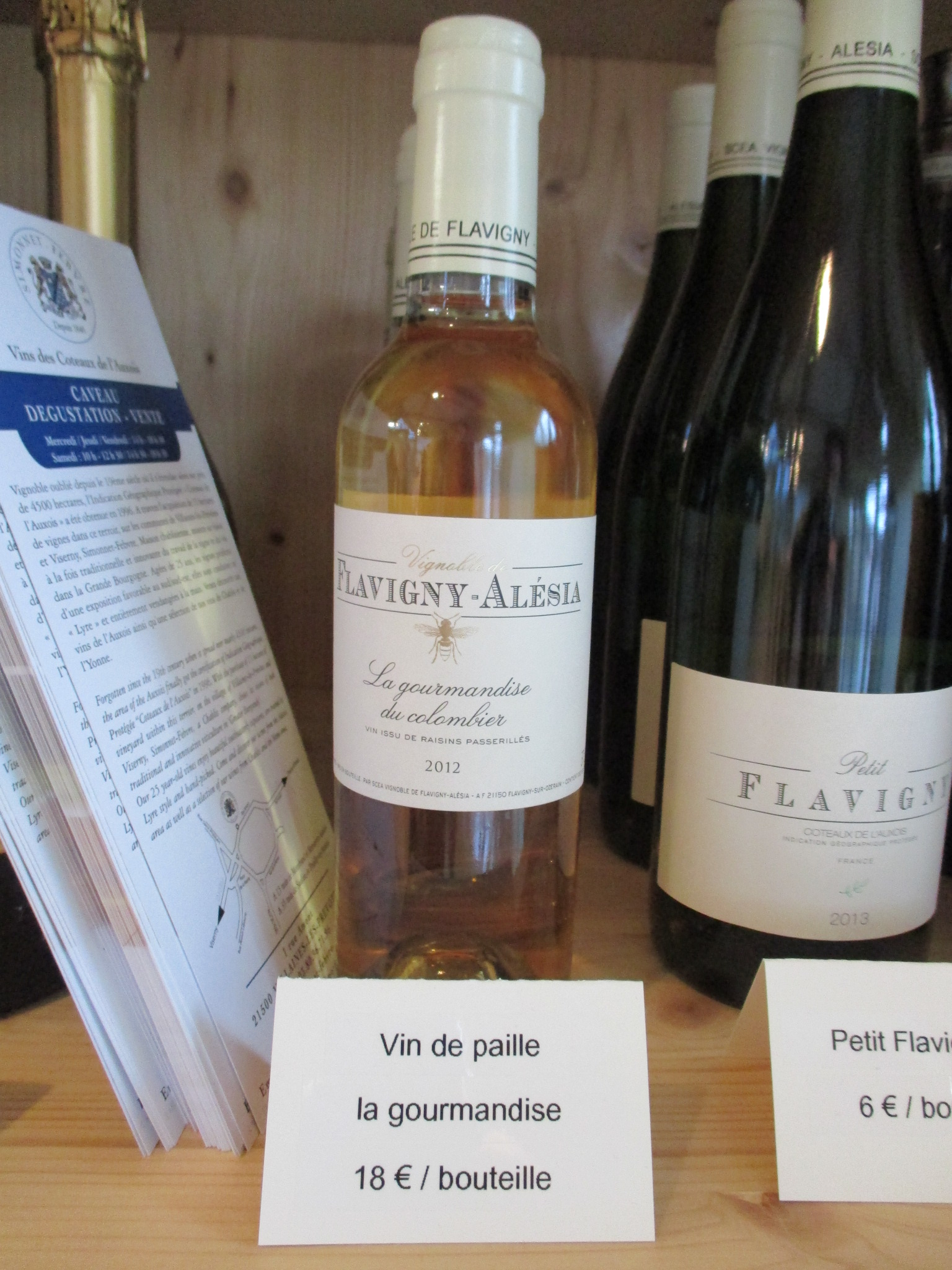
Vin de paille anecdotique de Flavigny Alésia, en Bourgogne-Franche-Comté.

Entre Noël et la fin février, une fois le taux de concentration en sucre des grappes requis atteint, les raisins sont soigneusement égrappés puis pressés dans de petits pressoirs pour avoir le moins de pertes possibles, avec un très faible rendement de 20 litres de jus pour 100 kg de raisin séché. Le pressage dure deux fois plus longtemps que pour les autres vins. Les moûts de raisin pressés sont naturellement très riches en sucre, souvent plus de 300 grammes par litre. Ils fermentent naturellement et lentement en cuve jusqu'à ce que le vin parvienne à un degré d'alcool compris entre 14 et 18,5° selon les années.
Le jus est alors soutiré des cuves et vieilli en petits fûts de chêne pendant trois années. Tous les ans, fin janvier, la commanderie des Nobles Vins du Jura et du Comté organise la fête viticole bachique de la pressée du vin de paille à Arlay en Bourgogne-Franche-Comté (capitale du vin de paille du vignoble du Jura).

### Dégustation
La robe prend des teintes acajou, ambre ou jaune doré intense. Le nez prend des arômes très puissants de fruits secs, fruits confits, coing, prune, pruneau, miel, caramel, orange confite, fruits exotiques, ananas, datte, thé, figue, raisin, poires, épices, aubépine.
Les arômes et les saveurs de ces vins varient non seulement en fonction de leur origine mais aussi en fonction des cépages utilisés et des techniques de vinification et secret de fabrication familiale de chaque vigneron ou maître de chai.

## Vin de paille de Tain l'Hermitage
La cave de Tain-l’Hermitage, entre autres, a repris la vinification du vin de paille depuis 1985.
L'encépagement en blanc dont sont issus les vins de paille est composé de marsanne B et roussanne B sur un sol granitique avec alluvions, les vignes sont disposées en terrasse, le vignoble est très petit (une trentaine d'hectares). Sur une si petite surface la production est confidentielle comparée à celle du Jura.
Les raisins sont issus de vieilles parcelles de vignes de marsanne dont l’une est plus que centenaire. Ces vignes fournissent régulièrement des petits raisins à la structure plus lâche et à la peau épaisse qui résistent bien à la déshydratation.
Les raisins sont vendangés à pleine maturité et même plus si le temps le permet. Chaque grappe est nettoyée une par une d’éventuels grains abîmés puis elle est entreposée avec précaution dans une cagette en bois. On ne stocke guère plus de 2 kilogrammes de raisin par cagette pour éviter que les grappes soient en contact les unes avec les autres.
Le transport jusqu’à un local de passerillage s’effectue avec prudence dans des véhicules munis de suspensions pour éviter les vibrations qui pourraient abîmer les baies.
Comme il est obligatoire de récolter des raisins sains et tout à fait secs, aucun vin de paille n’est produit si le millésime est difficile (maladies sur les raisins, temps humide, maturité insuffisante, …).
Le vin est élevé pendant deux ans avant d'être mis dans des bouteilles de 50 cl.

## Vin paillé de Beaumont-du-Ventoux

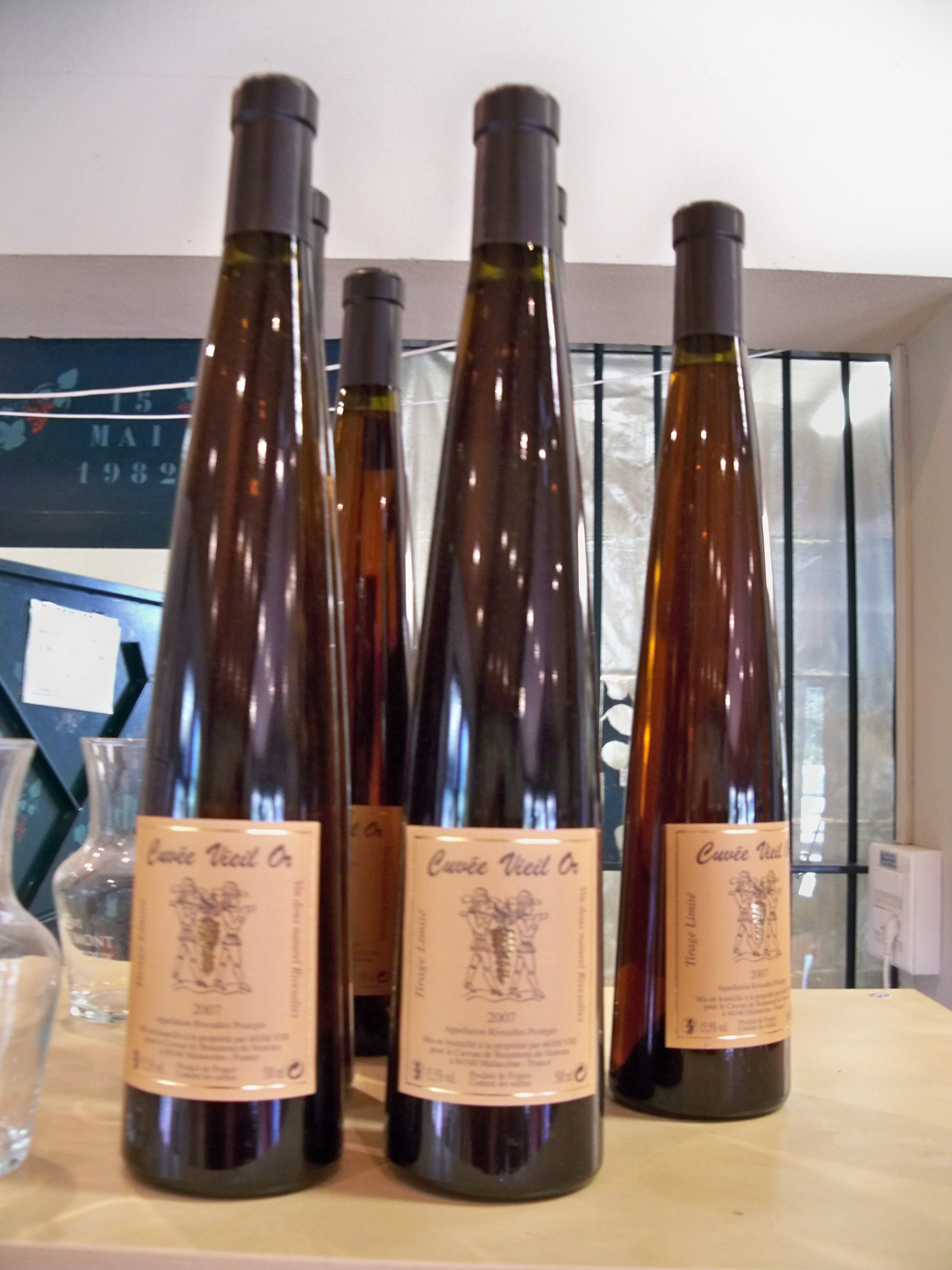
Cuvée Vieil Or de la cave de Beaumont-du-Ventoux.

La Cuvée Vieil Or de la cave de Beaumont-du-Ventoux a été vinifiée pour la première fois en 2000. La tradition provençale veut que l'on mette de côté les plus belles grappes et les fasse sécher pour entrer dans les treize desserts de Noël. Cependant, les vignerons ont changé cette tradition en vinifiant les raisins passerillés.
Vendangés à l'automne, les grenaches B (80 %) et les clairettes B (20 %) sont mis à sécher dans des cagettes de bois disposées dans des endroits où passe bien le mistral, comme des greniers ouverts. C'est un passerillage hors souche, déjà connu du temps de Pline l'Ancien. Ces grappes qui ont perdu une grande partie de leur eau (grains flétris) et ont acquis une plus forte concentration en sucre, sont pressées à la fin décembre et le vin mis en bouteille après quelques mois de vieillissement.

### Dégustation
Ce vin à la robe ambrée/vieil or, se sert frais mais non glacé, entre 5 et 8 °C. Il dégage des senteurs de marasques et de cerises mûres, avec des pointes aromatiques de vanille bourbon. Traditionnellement, c'est un vin d'apéritif qui est conseillé, en hiver, pour accompagner les treize desserts de Noël, des foies gras, des desserts aux fruits confits, ainsi que sur des gâteaux secs. En été, il accompagne des crèmes glacées ou des sorbets, et des melons de Cavaillon.

## Vin de paille de Corrèze

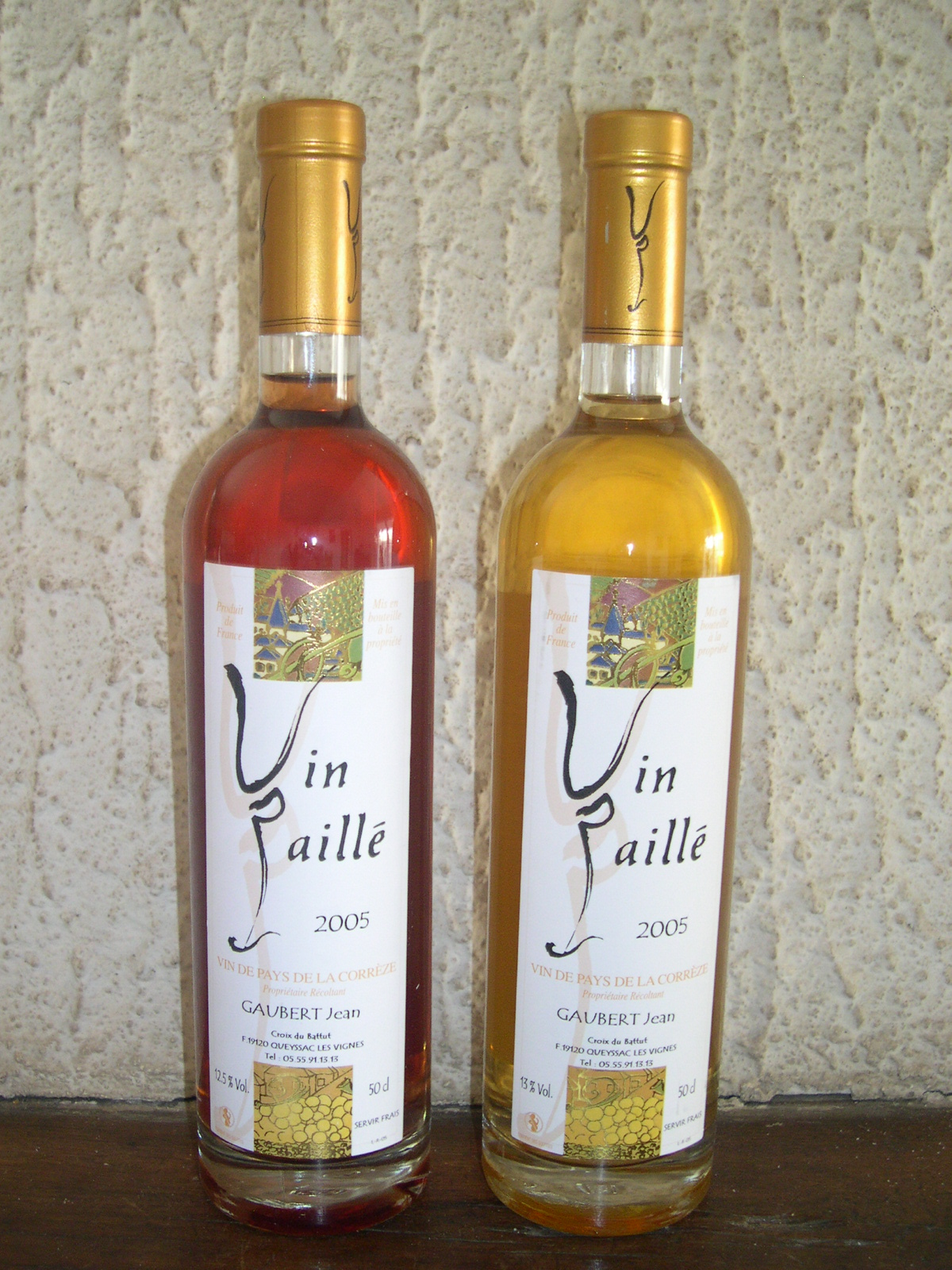
Vin de paille de Corrèze.

### Histoire et origine
Créé par les Romains, il est ramené en 622 par saint Éloi au roi Dagobert. Traditionnellement nommé Vin Paillé, ce vin a pour pseudonyme le « miel des muses », dont l'origine remonte vers l'année 1715, sur la façade de l'ancien collège de Beaulieu-sur-Dordogne, sur lequel est inscrit "Tu cherches le Miel des Muses ? Arrêtes toi ici et bois. Je te donnerais en abondance un nectar plus doux que tous les miels".

### Cahier des charges
Aujourd'hui, c'est une boisson ambrée, liquoreuse, de douze à treize degrés. Son élaboration doit respecter un cahier des charges précis (vendanges à la main, séchage, pressurage, fermentation) afin d'obtenir l'appellation « vin de paille », validée par une commission d'agrément. Il fait partie de l'IGP Corrèze et de l'AOC Corrèze, mention Vin de Paille.
Ces vins sont élaborés à partir de raisins passerillés hors souche issus des cépages cabernet franc N, cabernet sauvignon N, chardonnay B, merlot N, sauvignon B. Ils possèdent une forte teneur naturelle en sucres résiduels. Leur robe présente des tons vieil or à ambré. Ils sont caractérisés, au nez, par des notes de fruits surmûris, d’arômes de fruits secs ou confits, très puissants, avec pour certains, un léger rancio. En bouche, ils présentent une attaque douce, de la vivacité et une grande longueur.

### Production
Le vin de paille de Corrèze a une production modeste, produit sur les communes des cantons de Beaulieu-sur-Dordogne et Meyssac, sur les coteaux de la vallée de la Dordogne, à raison de 14 000 bouteilles sorties annuellement.
Dix-huit agriculteurs le vinifient et le commercialisent chez eux à domicile, dans leur exploitation sans structure coopérative. Ils sont rassemblés dans un syndicat.
Les bouteilles bénéficient d'un packaging commun, et certains viticulteurs, via des agents commerciaux, les distribuent vers les épiceries fines, les celliers et la restauration. Jean Gaubert, producteur à Queyssac, précise « Nous avons souhaité donner à notre vin une apparence par sa présentation, et en faire une idée-cadeau originale, avec un coffret à deux bouteilles (rouge et blanc), accompagnées d'un livret explicatif. »

### Consommation
Il a une vocation apéritive, mais sur un foie gras ou en accompagnement d'un dessert, ses parfums rappellent l'abricot, les épices ou les écorces d'orange.

## Vin paillé du Cap Corse
La technique du passerillage et de la dessiccation sur lauzes au soleil est toujours à l'honneur.